# Xã Dragoon, Quận Osage, Kansas
Xã Dragoon (tiếng Anh: Dragoon Township) là một xã thuộc quận Osage, tiểu bang Kansas, Hoa Kỳ. Năm 2010, dân số của xã này là 202 người.